# Hägerstensbadet

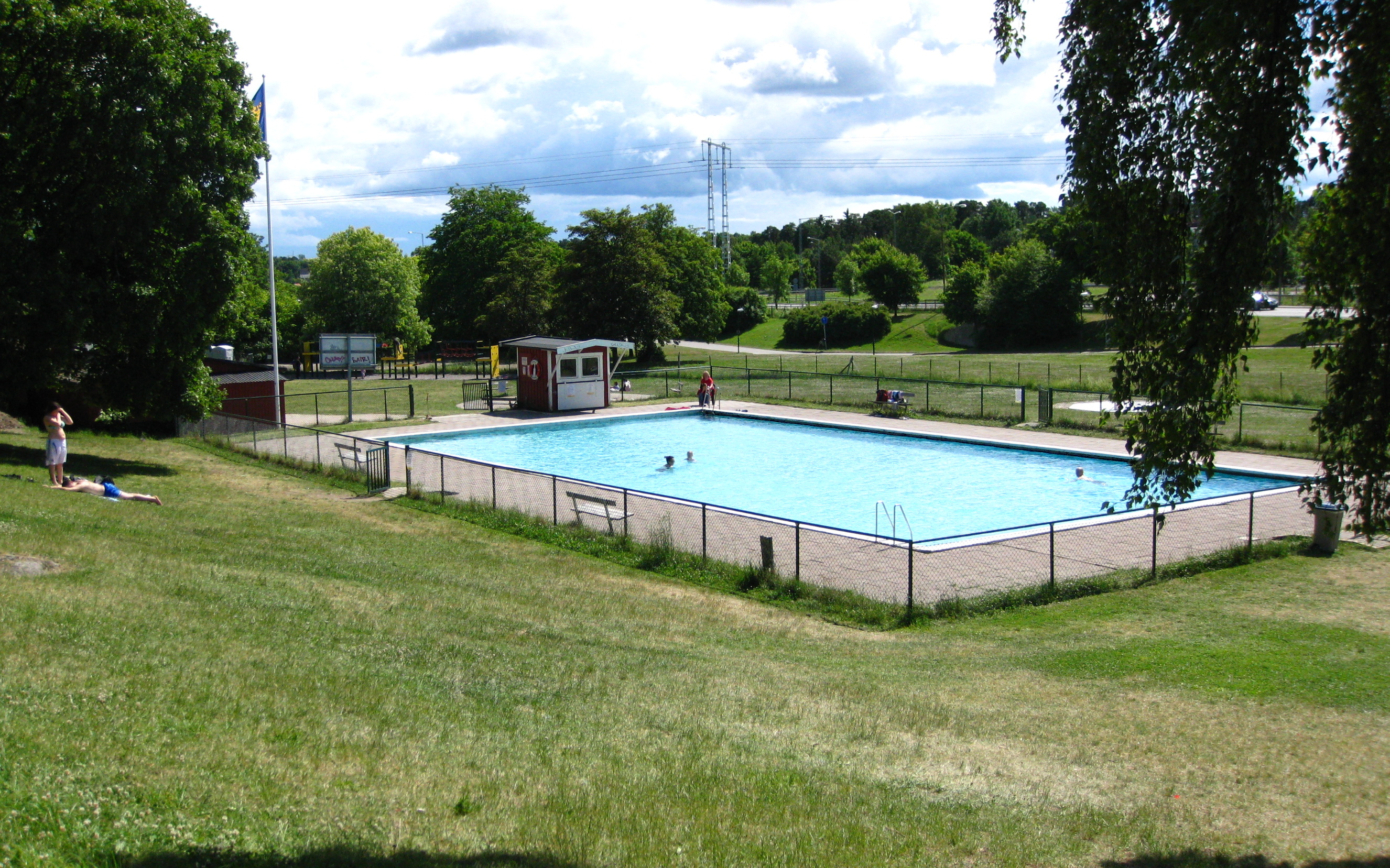
Hägerstensbadet i juni 2010.

Hägerstensbadet (populärt kallat Personnebadet, efter Personnevägen, uppkallad efter Nils Personne) är ett utomhusbad i stadsdelen Hägerstensåsen i Söderort inom Stockholms kommun. Det invigdes den 21 juni 1961.
Hägerstensbadet har två bassänger, samt toaletter och ombytesrum. Den större bassängen är 25 meter lång, 12,5 meter bred och har ett bottendjup på 100–140 centimeter med sluttande golv. Bassäng och duschvatten värms upp av solceller. Runt bassängerna finns gräsytor som ofta brukas för solbad. Tillträde till badet är avgiftsfritt.

## Historik
I slutet av 1950-talet uppfördes duschar och en toalettbyggnad på platsen som då benämndes Hägerstens sol- och duschbad. Badet kompletterades senare med bassänger.